# Günter Dehn
Günter Dehn (* 4. Juli 1933 in Aschaffenburg) ist ein deutscher Kommunalpolitiker (CSU).

## Werdegang
Dehn war als Jugendlicher Mitglied der Pfadfinder und in der katholischen Jugend. Von 1954 bis 1960 war er Jugendleiter im Dekanat Aschaffenburg. 1958 trat er in die CSU ein und wurde 1960 Kreisvorsitzender der Jungen Union. 
Beruflich war er zunächst als Bau- und Möbelschreiner tätig. 1961 wurde er hauptamtlicher Geschäftsführer der CSU im Bundestagswahlkreis Aschaffenburg. Bei der Stadtratswahl im Frühjahr 1960 zog er erstmals in den Aschaffenburger Stadtrat ein. Er wurde Schriftführer der CSU-Fraktion, 1966 stellvertretender Fraktionschef und 1972 Fraktionsvorsitzender. Nach der Wahl 1978 wurde er zum Bürgermeister gewählt und zugleich Schul- und Sozialreferent der Stadt. Im Amt des Bürgermeisters wurde er 1984, 1990 und 1996 bestätigt. Seit 2002 ist er Mitglied im Hauptsenat, Sportsenat und im Kultur- und Schulsenat. Er ist Aufsichtsrat der Rosensee GmbH sowie Mitglied im Regionalplanungsausschuss und Verwaltungsrat der Sparkasse Aschaffenburg-Alzenau.

## Ehrungen
- 1997: Verdienstkreuz am Bande der Bundesrepublik Deutschland
- 2002: Kommunale Verdienstmedaille in Silber
- 2002: Goldenes Siegel der Handwerkskammer für Unterfranken
- 2013: Verdienstkreuz 1. Klasse der Bundesrepublik Deutschland
- 2015: Ehrenbürgerschaft der Stadt Aschaffenburg[1]